# 에리카 바두

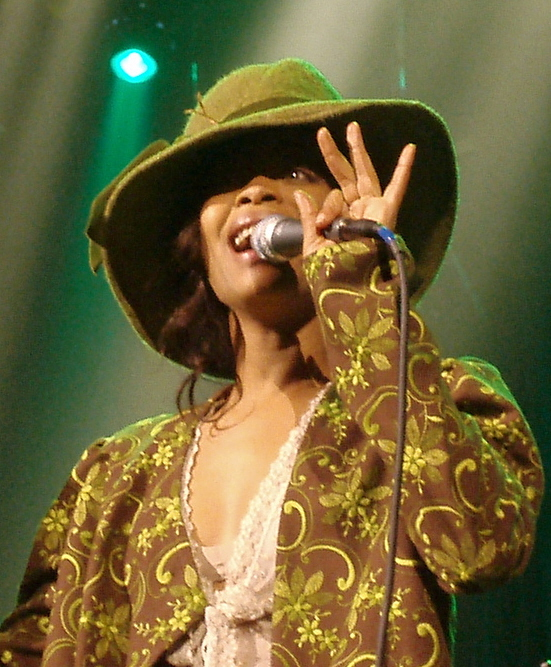

에리카 바두(Erykah Badu, 1971년 - )는 미국의 가수이다. 네오 소울로 불리는 음악을 한다.

## 삶
1971년 2월 26일 텍사스 댈러스에서 태어났다.
1997년 첫 음반 '바두이즘'을 발표했다.

## 작품
- 1960년 - "Danger"
- 1997년 - "Baduizm"
- 1998년 - "Live"
- 2000년 - "Mama's Gun"
- 2003년 - "Danger"
- 2003년 - "Worldwide underground"
- 2008년 - "Honey"
- 2008년 - "New Amerykah Part. 1 (4th World War)"
- 2010년 - "Window seat"
- 2010년 - "New Amerykah Part 2 : Return Of The Ankh"

## 같이 보기
- 네오 소울
- 대중음악의 별명 목록